# ثلاثي الاتحاد الأوروبي
ثلاثي الاتحاد الأوروبي (بالإنجليزية: EU three)‏ والمعروف أيضا باسم الثلاث الكبار في الاتحاد الأوروبي (بالإنجليزية: EU big three)‏ هي مجموعة مكونة من الأعضاء الكبار الثلاث المؤسسين للاتحاد الأوروبي وهم فرنسا وألمانيا وإيطاليا. تم استخدام هذا المصطلح للإشارة إلى تجمع فرنسا وألمانيا والمملكة المتحدة، خاصة أثناء المفاوضات مع إيران من عام 2003.